# Cymothoa cinerea
Cymothoa cinerea es una especie de crustáceo isópodo marino del género Cymothoa, familia Cymothoidae. Fue descrita científicamente por Bal & Joshi en 1959.

## Distribución
Esta especie se encuentra en la India.